# Ambystoma tigrinum
La salamandra tigre del este (Ambystoma tigrinum) es una especie de anfibio caudado de la familia Ambystomatidae, también conocida simplemente como salamandra tigre.

## Descripción
Las salamandras tigre son grandes, con longitudes de 15-21 centímetros, pudiendo alcanzar incluso 33 cm, particularmente individuos neotenios. Las salamandras adultas normalmente tienen manchas grises, verdes o negras, con ojos grandes. Tienen bocas pequeñas, cuellos gruesos, piernas robustas y colas largas. Su dieta consiste principalmente de insectos y gusanos, pero no es raro para un adulto consumir ranas pequeñas, peces o salamandras de su propia especie.
Las salamandras tigre adultas son completamente terrestres, con frecuencia viven en madrigueras húmedas y solo regresan al agua para reproducirse. Como todos los ambystomatidos son leales a su lugar de nacimiento, y suelen viajar para volver ahí con el objetivo de reproducirse. Los machos empujan ligeramente a la hembra para iniciar el apareamiento, y después depositan un espermatóforo en el fondo del lago. La hembra recoge el paquete y deposita los ya fertilizados huevos en vegetación un par de días después entre la vegetación acuática. La cantidad de huevos por puesta es muy variable, oscilando entre 100 y 7000 huevos.

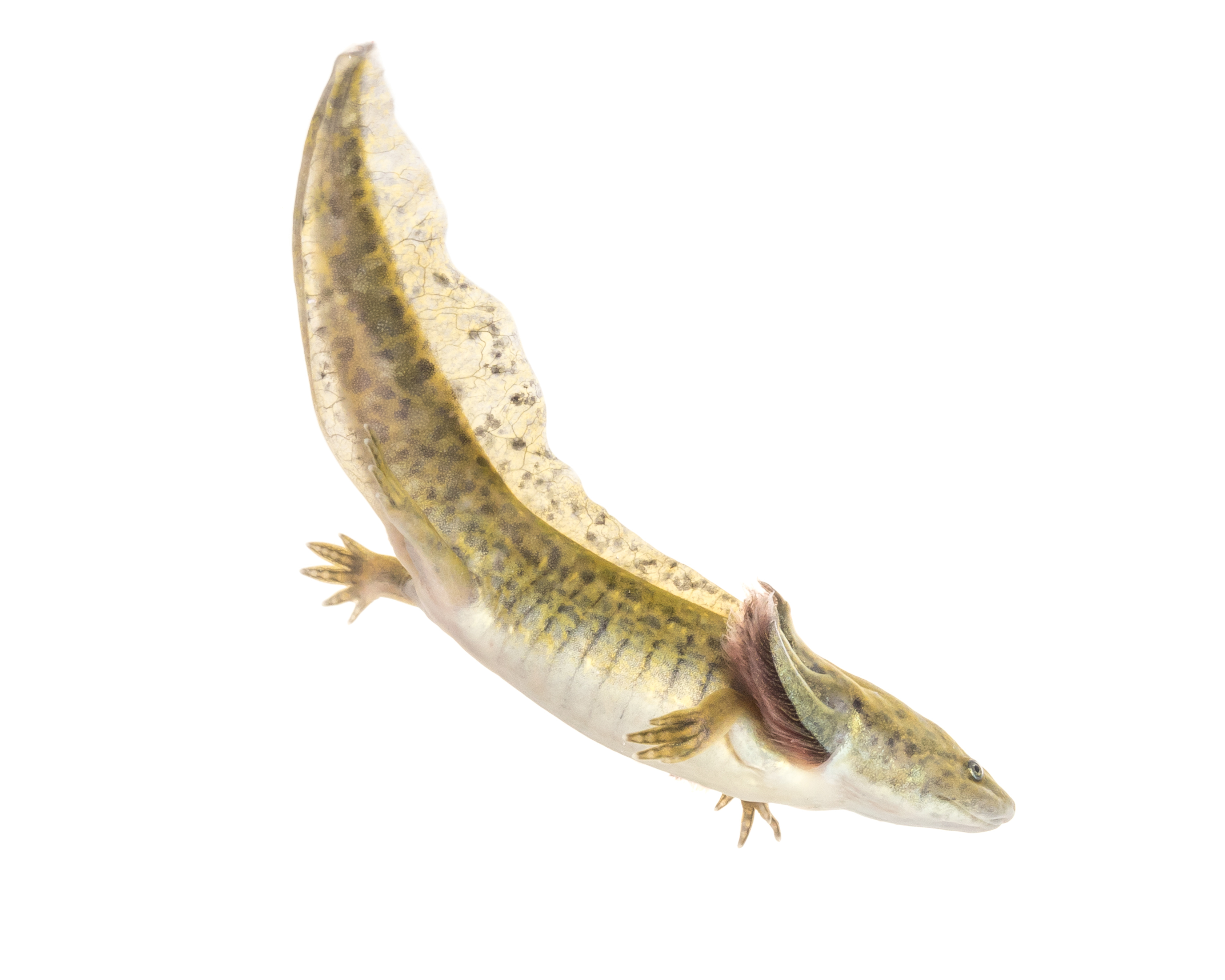
Larva de Ambystoma tigrinum en un estadio tardío de su desarrollo

Las larvas son enteramente acuáticas y se caracterizan por sus grandes branquias externas y una prominente aleta caudal que se origina justo atrás de la cabeza. Las extremidades están completamente desarrolladas al poco tiempo de haber nacido. Las larvas se dividen en dos grupos morfológicos: canibalísticas y no canibalísticas. Alta concentración de larvas, poco espacio, o pobre alimentación hace que se active el fenotipo Caníbal, que tiene una cabeza más grande y desarrollada de lo normal. Algunas larvas, en lagunas de estación, en cuerpos de agua con pésima calidad y en regiones norteñas, sufrirán una metamorfosis lo más pronto posible, para poder emerger del agua lo más rápido posible e hibernar bajo tierra. Otras larvas, especialmente en lagunas ancestrales y climas cálidos no sufrirán una metamorfosis hasta que hayan alcanzado su tamaño adulto. Algunas poblaciones ni siquiera sufren una metamorfosis, ya que pueden alcanzar la madurez sexual en forma de larva. Además, el proceso de metamorfosis es muy estresante para estos animales y requiere un gasto energético enorme, por lo que intentan evitarlo cuando pueden. A las salamandras que conservan sus atributos larvarios todo la vida se las conoce como neotenios o pedomorfos y son comunes en lugares donde las condiciones terrestres son malas o las condiciones del medio acuático son muy buenas. Los pedomorfos no deben confundirse con los ajolotes, unos parientes cercanos de la salamandra tigre que son pedomorfos obligados, por lo que toda la población conserva sus atributos larvarios durante toda su vida a menos que estén obligados a lo contrario.

## Estatus de conservación
Mientras se mantienen comunes localmente en muchas regiones, los números de salamandras tigre han decaído al compararse con niveles históricos. Una de las más grandes amenazas que enfrenta la salamandra tigre es la destrucción o alteración de su hábitat. Como esta salamandra tiende a reproducirse en pantanos semipermanentes, las larvas de salamandra tigre experimentan descensos en masa en asociación a un pantano secándose. La introducción de peces puede reducir y en algunos casos eliminar, poblaciones enteras de salamandra tigre ya que esta salamandra requiere un hábitat en el que estén en la cima de la cadena alimenticia. La deforestación y la lluvia ácida también son problemas que afectan a las salamandras tigre. Las salamandras tigre evitan aguas con pH bajo. Con un pH de 4,2, el 50% de los embriones de salamandra tigre morirían; además, con en pH bajo crecerían más lentamente y tendrían períodos larvales más extendidos. Todos estos problemas han aquejado a las poblaciones de salamandras tigre. Sin embargo estas salamandras están enlistadas como amenazadas en Nueva York, Maryland, Nueva Jersey y Delaware, protegidas en Arizona y de preocupación especial tanto en Carolina del Norte como en Carolina del Sur.

## Especies afines
La salamandra tigre de California (Ambystoma californiense), la salamandra tigre barrada (Ambystoma mavortium) y la salamandra tigre mexicana (Ambystoma velasci) fueron descritas como subespecies de A. tigrinum, pero ahora son consideradas especies separadas. Se requirieron estudios genéticos para dividir la población original de A. tigrinum, aunque cabe resaltar que existe algo de hibridación entre estos grupos.